# Samuele Alatri
Samuele Tranquillo Abramo Alatri (Roma, 30 marzo 1805 – Roma, 20 maggio 1889) è stato un imprenditore, patriota e politico italiano.

## Biografia
(Commento di Pio IX all'opposizione di Samuele Alatri a rimuovere il crocifisso all'ingresso del cimitero del Verano)
Nato da una dinastia di ricchi commercianti ebrei fin dagli anni dell'adolescenza entra a far parte dell'azienda di famiglia lavorando in un grande magazzino per la vendita di tessuti nel rione Sant'Eustachio. Il "Tranquillo" del suo nome sta per Shalom, in forma meno esplicita come necessitava la posizione sociale della sua famiglia d'origine. Nel 1825 inizia a dedicarsi all'impegno politico e religioso entrando a far parte del consiglio direttivo della comunità ebraica romana, e in tale veste avvia delle trattative con papa Gregorio XVI (che lo chiamava "il nostro Cicerone") dal quale ottiene l'abrogazione del divieto di concedere prestiti agli ebrei da parte del Monte di Pietà di Roma.
Il grande impegno per l'emancipazione degli ebrei romani, iniziato in sordina e accresciuto sempre di più nel corso degli anni, gli vale il soprannome "Papa del ghetto".
Nel 1840 inizia a viaggiare all'estero. Con ripetuti soggiorni in Francia e in Inghilterra prende contatto con banchieri, diplomatici e grandi imprenditori, senza escludere personalità della cultura. Attraverso la conoscenza di personalità come il barone e banchiere Nathan Mayer Rothschild, l'imprenditore dei fertilizzanti Adolph Frank e lo storico dell'ebraismo Salomon Munk perfeziona le proprie conoscenze in campo culturale ed economico, mettendole a frutto con proposte inviate al governo di Pio IX, impegnato in profonde riforme dello Stato pontificio. La svolta liberale di papa Mastai, peraltro, favorisce il contatto con alcuni protagonisti del Risorgimento Italiano quali Marco Minghetti, Massimo d'Azeglio, Carlo Farini, e Terenzio Mamiani.
Tali conoscenze si rivelano preziose di li a qualche anno. Liberale moderato di tendenza progressista, sostenitore del suffragio universale maschile, della libertà di culto e dell'ordinamento repubblicano, nel 1848 sostiene la seconda Repubblica romana seppure seguendo la generale tendenza degli ebrei romani di non esporsi troppo apertamente.
Caduta quest'ultima, e tornato Pio IX sul trono, la comunità ebraica romana non risente particolarmente della repressione dei moti risorgimentali, ed anzi Alatri viene chiamato a far parte del consiglio di reggenza della Banca dello Stato Pontificio, che a seguito dei rivolgimenti politici si trova in precarie condizioni economiche. La sua opera di risanamento, favorita da un grosso prestito accordato del barone Rotschild e accompagnata da un progetto di riforma del sistema bancario pontificio, gli vale l'avvio di proficui contatti con monsignor Francesco Saverio de Mérode, ministro delle armi e futuro "palazzinaro" di Roma capitale, col cardinale Segretario di stato Giacomo Antonelli.
Cumulando la carica di presidente del Monte di Pietà a partire dagli anni cinquanta dell'Ottocento si dedica con maggior impegno alla costituzione dell'Opera degli Asili Infantili della comunità ebraica. Mentre Tranquillo Ascarelli ne sta favorendo la costituzione (che avviene ufficialmente nel 1860) l'ente morale di riferimento non potrà vedere la luce prima del 1876. Nel frattempo si dedica ad una serie di proposte come l'abolizione giuridica del ghetto e la costituzione formale di una comunità dotata di rappresentanza legale, organi direttivi e statuto, obiettivi che devono attendere la presa della città. Alatri diventa il primo presidente della comunità giuridicamente riconosciuta dallo stato italiano, conferendole una organizzazione che in parte dura ancora oggi.
Nel 1858 si adopera senza successo per la liberazione di Edgardo Mortara, il bambino rapito a Bologna e costretto al battesimo.
Il favore dei correligionari e degli ambienti legati al progressismo radicale gli valgono l'elezione a consigliere comunale di Roma (1871) e a deputato nel 1874 (collegio Roma II). Nel corso di questi ultimi anni della sua vita politica entra più volte in urto coi circoli anticlericali: condanna il tentativo di gettare nel Tevere la salma di Pio IX e si dichiara contrario alla richiesta di eliminare il grande crocifisso nel piazzale antistante il Cimitero del Verano, proponendo per contro di affiancarvi una grande stella di David. Queste prese di posizione gli fanno venir meno una parte del sostegno elettorale, al punto che nelle successive elezioni del 1876 viene battuto dal candidato della sinistra.
Muore nella sua casa romana all'età di 84 anni. Commemorandone la memoria in Campidoglio il sindaco Armellini sostiene che "la città di Roma ha amato fervidamente il defunto Samuele Alatri e ora lo piange come si piange un padre".